# Merlin Crossley
Merlin Crossley es un biólogo molecular, profesor universitario y administrador australiano. En 2016, fue nombrado vicerrector adjunto (académico) de la Universidad de Nueva Gales del Sur.

## Biografía
Asistió a la escuela primaria Mount View en Glen Waverley, Victoria, luego recibió una beca de ingreso a la Melbourne Grammar School, donde fue dux. Obtuvo una Licenciatura en Ciencias por la Universidad de Melbourne, como residente del Queen's College, luego un doctorado en la Universidad de Oxford con el apoyo de una Beca Rhodes en el Magdalen College. Trabajó en Oxford, Harvard y la Universidad de Sídney, antes de trasladarse a la UNSW como Decano de Ciencias. En reconocimiento a su servicio en el Fondo del Museo Australiano, se nombró en su honor una nueva especie de calamar bobtail mariposa: Iridoteuthis merlini, el calamar bobtail de Merlín.

## Investigación
Está interesado en la regulación genética. Estudió un trastorno genético inusual denominado hemofilia B en el que los pacientes se recuperan después de la pubertad. La afección resulta de mutaciones que alteran la región de control del gen del factor IX de coagulación. Un elemento que responde a la testosterona explica la recuperación pospuberal. También ha investigado patrones anormales de expresión del gen de la globina y su trabajo sobre mutaciones asociadas con la expresión permanente del gen de la hemoglobina fetal puede ayudar en el tratamiento de la talasemia y la anemia falciforme. Está utilizando la edición de genes mediada por CRISPR para introducir mutaciones beneficiosas en líneas celulares como modelos para el tratamiento de enfermedades genéticas.
También es conocido por la identificación inicial y la clonación de un número significativo de genes que codifican proteínas de unión al ADN y sus correguladores asociados, KLF3, KLF8, KLF17, EOS IKZF4, PEGASUS, FOG1 ZFPM1, FOG2 ZFPM2, y CTBP2.

### Otras actividades
Ha contribuido con numerosos artículos sobre genética molecular y educación en periódicos y medios de comunicación como The Conversation y ha promovido la  comunicación científica, por ejemplo como miembro del panel de jueces de la antología anual Best Australian Science Writing. Es subdirector del Centro Australiano de Medios Científicos (AusSMC), ha formado parte del Trust del Museo Australiano 2012-20 y de la Junta del Instituto de Ciencias Marinas de Sydney 2010-15, y es miembro del consejo editorial y presidente del consejo editorial de The Conversation.

## Premios y honores
- Miembro (AM) de la División General de la Orden de Australia (2023)[27]
- Medalla Lember de la Sociedad Australiana de Bioquímica y Biología Molecular (2021)[28]
- Premio del Primer Ministro de Nueva Gales del Sur a la excelencia en ciencias biológicas médicas (2020)[29]
- Miembro de la Real Sociedad de Nueva Gales del Sur (2014)[30]
- Miembro del Queen's College (2013)[31]
- Medalla Julian Wells de la Conferencia sobre el Genoma de Lorne (2010)
- Medalla Gottschalk de la Academia Australiana de Ciencias (2002)[32]
- Medalla Sir Edgeworth David de la Real Sociedad de Nueva Gales del Sur (2000)[33]
- Medalla Roche de la Sociedad Australiana de Bioquímica y Biología Molecular (1999)[34]
- Beca Rhodes (1987-1990)[35]